# Skalisjte
Skalisjte (bulgariska: Скалище) är ett distrikt i Bulgarien.   Det ligger i kommunen Obsjtina Kărdzjali och regionen Kărdzjali, i den södra delen av landet, 210 km sydost om huvudstaden Sofia.